# Cranioleuca erythrops
Rabo-espinhoso-de-faces-ruivas ou arredio-rubicundo (Cranioleuca erythrops) é uma espécie de ave da família Furnariidae.
Pode ser encontrada nos seguintes países: Colômbia, Costa Rica, Equador e Panamá.
Os seus habitats naturais são: regiões subtropicais ou tropicais húmidas de alta altitude.